# 京急保険サービス
株式会社京急保険サービス（けいきゅうほけんさーびす、英: KEIKYU HOKEN SERVICE）は、神奈川県横浜市港南区に本社を置く京急グループの保険代理業者である。

## 概要
- 京急グループ社員の福利厚生の一環として、生命保険、損害保険、団体扱保険などを取り扱う保険代理店の会社である。
- インターネットで展開するオンラインマーケットでは、1日自動車保険、旅行保険、ペット保険などのオンライン契約、京急グループを介して契約を行う賃貸用火災保険などの資料請求を引き受けている。

## 沿革
- 2004年（平成16年）10月1日 - 株式会社京急ライフクリエイトを設立。
- 2007年（平成19年）4月1日 - 株式会社京急ライフクリエイト(生命保険代理店事業等)と京急不動産株式会社保険部(損害保険代理店事業)との事業統合にともない、社名を株式会社京急保険サービスに変更。

## 本社・支店
- 本社（神奈川県横浜市港南区上大岡西１丁目６番１号）